# Municipio de Marysville (condado de Miami)
El municipio de Marysville (en inglés: Marysville Township) es un municipio ubicado en el condado de Miami en el estado estadounidense de Kansas. En el año 2010 tenía una población de 2366 habitantes y una densidad poblacional de 16,95 personas por km².

## Geografía
El municipio de Marysville se encuentra ubicado en las coordenadas 38°40′8″N 94°51′34″O / 38.66889, -94.85944. Según la Oficina del Censo de los Estados Unidos, el municipio tiene una superficie total de 139.57 km², de la cual 128,96 km² corresponden a tierra firme y (7,6 %) 10,61 km² es agua.

## Demografía
Según el censo de 2010, había 2366 personas residiendo en el municipio de Marysville. La densidad de población era de 16,95 hab./km². De los 2366 habitantes, el municipio de Marysville estaba compuesto por el 95,77 % blancos, el 0,85 % eran afroamericanos, el 0,72 % eran amerindios, el 0,63 % eran asiáticos, el 0,51 % eran de otras razas y el 1,52 % eran de una mezcla de razas. Del total de la población el 1,73 % eran hispanos o latinos de cualquier raza.